# Storå (Zweden)
Storå is een plaats in de gemeente Lindesberg in het landschap Västmanland en de provincie Örebro län in Zweden. De plaats heeft 2010 inwoners (2005) en een oppervlakte van 616 hectare.

## Verkeer en vervoer
Bij de plaats loopt de Riksväg 50.
De plaats heeft een station aan de spoorlijn Gävle - Kil/Frövi.